# Som du vill ha mej (sång)
Som du vill ha mej skrevs av Kai Gullmar (musik) och Hasse Ekman (text), och är en sång som spelades in av Naemi Briese och Lauritz Falk och utkom på skiva 1943. Den är ledmotiv i filmen med samma namn.
Sången har även sjungits in av Ulla Billquist.

### Fotnoter
1. ↑  ”Som du vill ha mej”. Svensk mediedatabas. 15 mars 1940. https://smdb.kb.se/catalog/search?q=som+du+vill+ha+mej&x=0&y=0. Läst 23 november 2014.